# Datavue Spark
Datavue Spark (Spark) је био преносиви рачунар, производ фирме Datavue који је почео да се израђује у Сједињеним Америчким Државама током 1987. године.
Користио је Intel 8088, касније Nec V20 + V30 као централни микропроцесор а RAM меморија рачунара Spark је имала капацитет од 640 KB. 
Као оперативни систем кориштен је MS-DOS.

## Детаљни подаци
Детаљнији подаци о рачунару Spark су дати у табели испод.
|                       |                                                                 |
| [ 1 ]                 |                                                                 |
| Произвођач            |                                                                 |
| Тип                   | преносиви рачунар                                               |
| Меморија              | 640 KB                                                          |
| Поријекло             | Сједињене Америчке Државе                                       |
| Година                | 1987                                                            |
| Тастатура             | пуни помак тастера, 76 тастера, IBM стил                        |
| Процесор              |                                                                 |
| Фреквенција процесора | 9,77 .                                                          |
| RAM                   | 640 KB                                                          |
| ROM                   | 384 KB                                                          |
| Текст                 | 40-80 знакова x 25 линија                                       |
| Графика               | 320 x 200, 400 x 320 тачака                                     |
| Боја                  | 16 сивих нијанси                                                |
| Звук                  | звучник                                                         |
| Димензије             | 13 (ширина) x 13 (дубина) x 18 (висина) инча / 6,5 Kg. (14 фунти) |
| Портови               |                                                                 |
| Оперативни систем     |                                                                 |